# Сельское хозяйство Японии

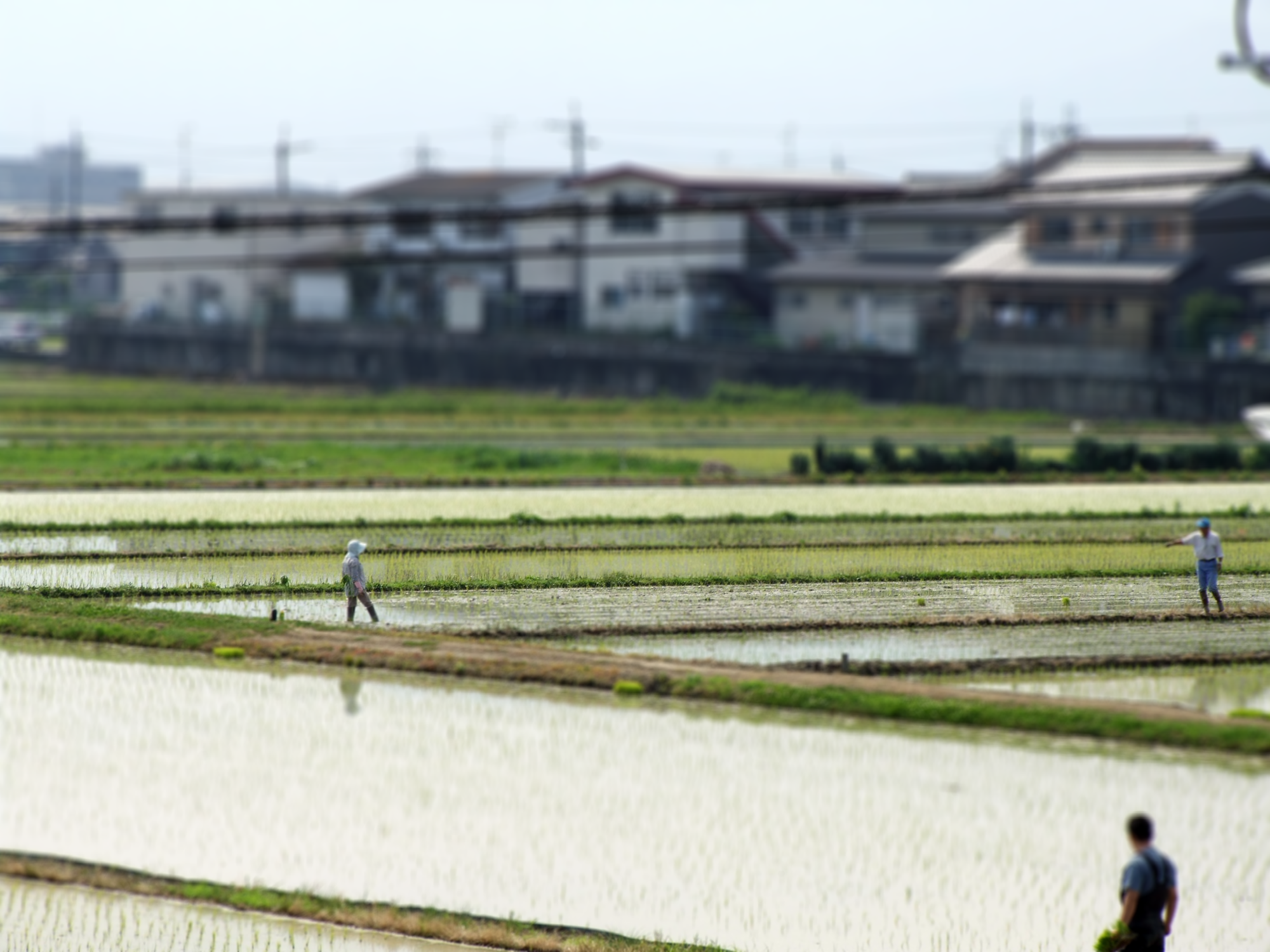
Японское поле риса. Префектура Нара

Сельское хозяйство, лесное хозяйство и рыболовство составляют основной сектор промышленности в экономике Японии, вместе с японской горной промышленностью, но вместе они составляют лишь 1,1 % от валового национального продукта страны. 

## История
Из-за гористого ландшафта Японии (73 % территории занимают горы), в стране получило распространение террасное земледелие.
В 1970 году сельскохозяйственные земли составляли 5796 тыс. га (16% общей площади земельного фонда).
В 1985 году обрабатываемые сельскохозяйственные земли составляли 14,8% общей площади земельного фонда. Преобладало мелкое крестьянское землепользование. Основной культурой исторически является рис, также развиты овощеводство, производство фруктов и птицеводство. 
Одной из причин сокращения сельскохозяйственных земель является урбанизация. Бывшие сельскохозяйственные угодья отводятся под строительство жилых помещений, заводов, офисов или дорог. Процесс расширения границ городов привёл к повышению стоимости земли в стране. В результате, уже в первой половине 1980-х годов активизировались процессы по переносу некоторых промышленных производств за рубеж, а в начале ноября 1989 года военное ведомство впервые вынесло на обсуждение правительства вопрос о возможности покупки земельных участков за границами Японии (для использования их в качестве военных полигонов).
С конца XX века для Японии характерно быстрое сокращение пахотных площадей, особенно заливных полей. Причинами сокращения называют переход японцев от традиционного к западному образу жизни — уменьшение потребления риса и увеличение потребления пшеничных изделий, мяса, молочных продуктов и тому подобное.

## Современное состояние
Леса покрывают 68,55 % территории Японии. Единственные другие развитые страны с таким высоким процентом лесного покрова — Финляндия (73,1%), Швеция (68,4%) и Южная Корея (63,7).
Только 12 % территории Японии пригодно для сельского хозяйства.
По состоянию на 2021 год в среднем одно фермерское хозяйство владеет 3,2 га пашни. Для Хоккайдо этот показатель составляет 30,8 га, а для остальных 46 префектур — 2,2 га. Японии присуще интенсивное сельское хозяйство, поскольку сельскохозяйственные угодья преимущественно малые. Они обрабатываются многими фермерами, как правило, без применения большой сельскохозяйственной техники, с использованием природных или химических удобрений. Поскольку в стране не хватает равнинной земли, много угодий расположены на террасах на склонах гор, что также затрудняет использование техники.